# Manuel Frías Enciso
Manuel Frías Enciso (Munilla, 20 de mayo de 1880 - ?) fue un político español, alcalde del municipio de Bilbao entre 1935 y 1936.

## Biografía
Sus padres eran andaluces originarios de Osuna y trabajaban haciendo alpargatas en Bilbao. Estudió filosofía en la Universidad de Deusto y Derecho en la Universidad de Salamanca.  
Trabajó como agente comercial en Seguros Bilbao y en 1935 presidió la junta provincial del Partido Republicano Radical en Vizcaya. El 26 de junio de 1935 fue elegido alcalde de Bilbao en nombre de la gestora que rigió la ciudad tras la destitución de Ernesto Ercoreca, y cargo que ocupó hasta que éste fue confirmado nuevamente en la alcaldía el 22 de febrero de 1936.